# Manuel Altolaguirre
Manuel Altolaguirre, född 29 juni 1905 i Malaga, död 26 juli 1959 i Burgos, var en spansk poet tillhörande Generation 27.
Altolaguirre debuterade som poet 1926 med Las islas invitadas y otras poemas. Hans diktning var liksom de övriga författarna inom Generation 27 influerad av såväl klassiker som Luis de Góngora, något äldre föregångare som Juan Ramón Jiménez och nya strömningar som surrealism.
Altolaguirre startade flera litterära tidskrifter, bland annat inflytelserika Litoral tillsammans med Emilio Prados, och drev även ett tryckeri där flera av hans vänner från Generation 27 strålade samman och fick sin första verk tryckta.
1939 flyttade Altolaguirre till Mexiko där han fortsatte att ge ut dikter och tidskrifter. Under sina sista år blev han involverad i den mexikanska filmindustrin som manusförfattare, producent och regissör. 1959 återvände han till Spanien för att deltaga i filmfestivalen i San Sebastián. Efter festivalen var han inblandad i en bilolycka och dog några dagar senare i Burgos.
Ett urval av Altolaguirres dikter har tolkats till svenska av Anders Cullhed i boken Generation 27! (1996).